# Castello di Donegal
Il castello di Donegal (in inglese, spesso non tradotto, Donegal Castle; in gaelico irlandese Caisleán Dhún na nGall, viene anche chiamato O'Donnell's Castle (Caisleán Uí Domhnaill in gaelico), è una costruzione medievale situata nella cittadina di Donegal, nell'Irlanda nord-occidentale. Il castello è stato la roccaforte della famiglia O'Donnell, signori di Tír Conail e uno dei più potenti fra i clan gaelici in Irlanda dal V al XVI secolo.

## Storia

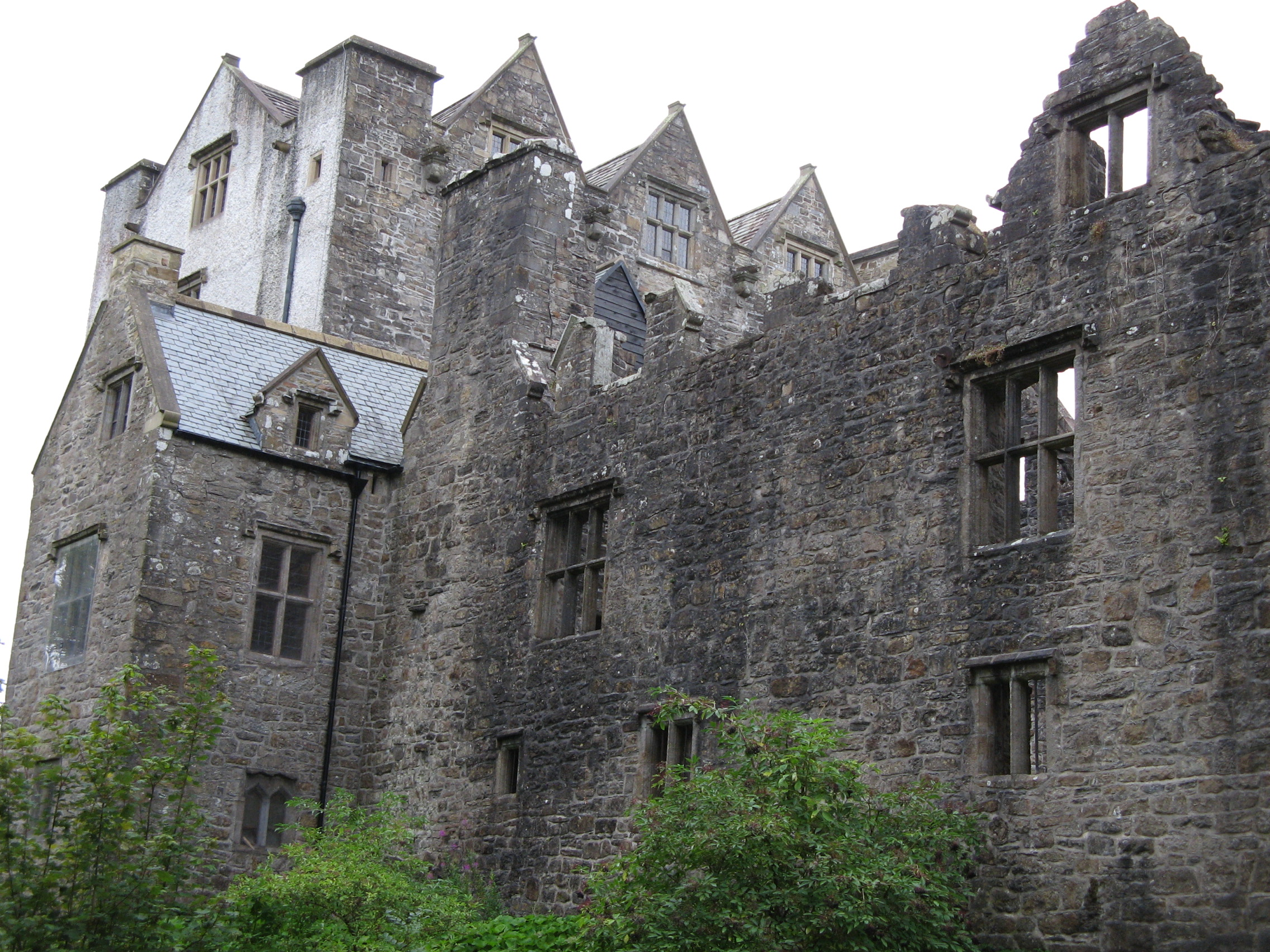
Dettaglio della parte originale: il torrione che svetta dietro fa parte dell'ala postuma invece

Il castello fu costruito nel 1474 da Hugh Roe O'Donnell, capo della famiglia O'Donnell in quel momento. Nel medesimo periodo, lui e sua moglie Nuala, costruirono un'abbazia francescana poco distante dal fiume: una leggenda vuole che ci fosse un tunnel a collegamento delle due costruzioni, ma non c'è stato alcun riscontro archeologico di ciò. Il castello era considerato come uno dei più gradevoli fra quelli gaelici in Irlanda, come riporta anche una testimonianza del deputato inglese Henry Sydney del 1566, in visita nell'area:
Dopo la disastrosa Guerra dei nove anni i leader del clan O'Donnell lasciarono la propria terra nel Volo dei Conti. Nel 1611 il castello e i possedimenti intorno entrarono in possesso di un capitano inglese, Basil Brooke. Il mastio centrale, severamente danneggiato dagli O'Donnell prima di partire per evitare che venisse usato contro le famiglie gaeliche, fu in realtà presto restaurato dai suoi nuovi proprietari. Brooke inoltre aggiunse vetrate, un podere e una grossa ala di stile ben diverso, ovvero giacobiano. La famiglia Brooke tenne in mano il castello per varie generazioni fino a che non cadde in uno stato di rovina nel XVIII secolo. Nel 1898, il proprietario del tempo, il conte di Arran, donò il castello all'Ufficio dei lavori pubblici, mentre oggi ovviamente è un bene pubblico della Repubblica irlandese.

## Descrizione
Divenuto una meta turistica, il maniero è poco fuori la piazza del  Diamond, cui è collegato da una piccola strada e di fronte a una chiesa con una torre campanaria circolare sulle sponde del fiume Eske, che sfocia poco dopo nella baia di Donegal. Il castello in sé è formato da un complesso del XV secolo con un'ala in stile giacobita aggiunta due secoli dopo, mentre delle mura, sempre del XVII secolo, circondano il tutto. Una piccola guardiola d'entrata rispecchia lo stile della costruzione. 
L'Ufficio dei Lavori Pubblici (OPW) irlandese ha apportato numerosi restauri alla costruzione durante il XX secolo. Un nuovo tetto ha sostituito quello antecedente in stato di decadenza, così come per il pavimento, entrambi costruiti riproducendo le tecniche del XV e XVII secolo. Anche le parti in pietra sono state restaurate, mentre nell'ala postuma il tetto è stato rifatto solo parzialmente. Le parti in legno di quercia invece provengono dalla tenuta di Brookeborough, nel Fermanagh.

Il castello è aperto al pubblico da maggio ad ottobre dalle ore 10.00 alle 18.00 (l'ultima visita è a 45 minuti dalla chiusura), con visite guidate disponibili ogni ora per un massimo di 25 persone, in inglese, gaelico, francese, tedesco, italiano e spagnolo. Ospita non di rado eventi tradizionali irlandesi, specialmente culturali legati al mondo gaelico.

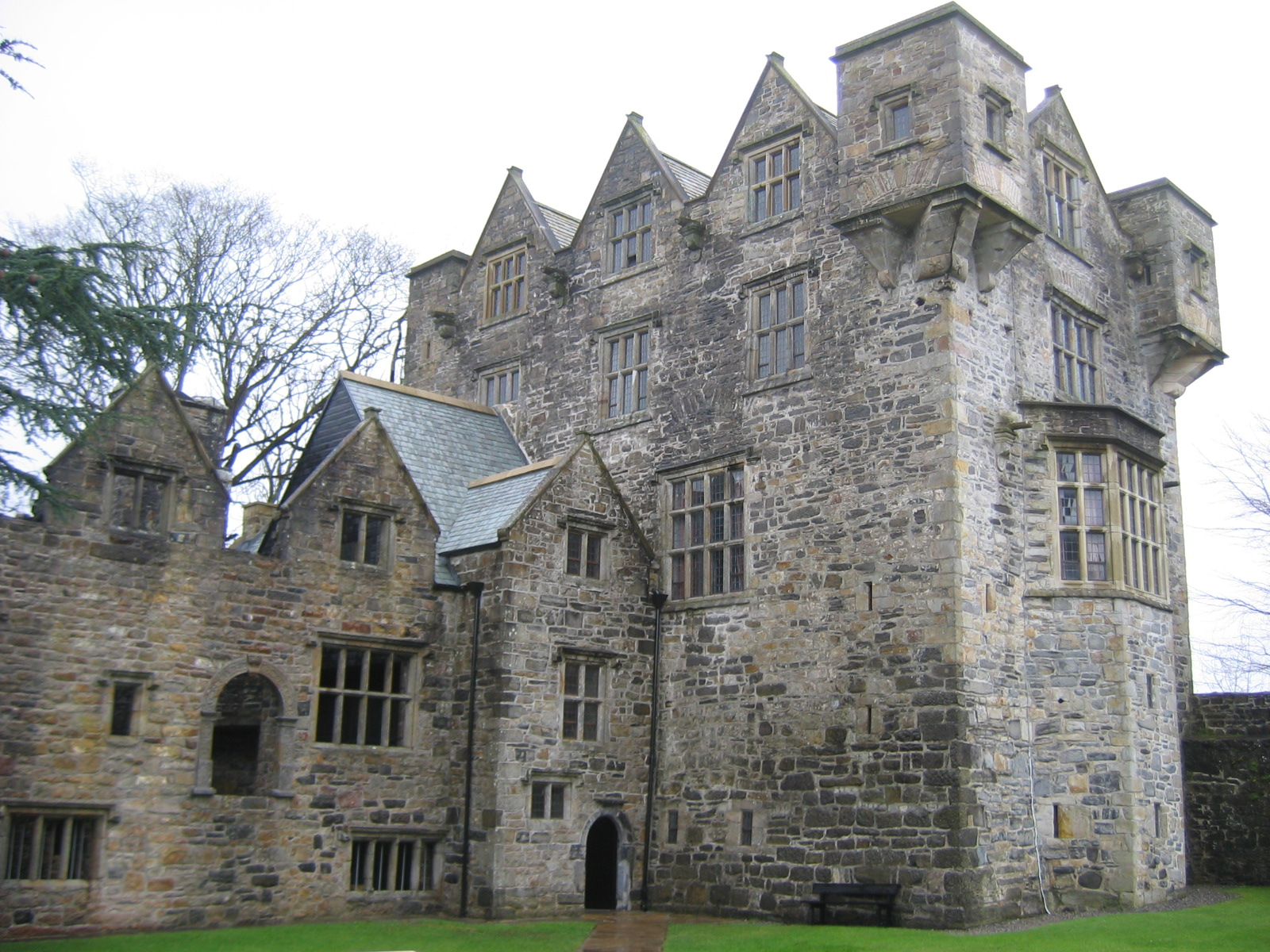
Dettaglio dell'ala postuma